# Ronaldo Lopes
Ronaldo Pereira Lopes (Penedo, 2 de outubro de 1955), é um engenheiro civil e político brasileiro, é Filiado ao Partido do Movimento Democrático Brasileiro (PMDB) e atual prefeito do município de Penedo. Eleito prefeito de Penedo nas eleições de 15 de novembro de 2020 com um total de 14060 votos.

## Origem e formação
Ronaldo é filho de Maria Pereira Lopes e Hélio Nogueira Lopes. O pai era médico pediatra e a mãe dona de casa, ambos nascidos em Penedo. Seu avô materno, Eduardo Pereira, administrava o Porto de Penedo.
Alfabetizou-se no Colégio Imaculada Conceição e fez o ensino fundamental no Colégio Normal de Penedo, atual Colégio Estadual Comendador Peixoto. Aos 15 anos mudou-se sozinho para Recife (PE), para cursar o ensino médio no Colégio Nóbrega.
Formou-se em engenharia civil pela Universidade Federal de Alagoas (UFAL), em 1981.

### Família
Casado com a arquiteta Maria Fátima Ressurreição Lopes, tem três filhos: Gustavo Ressurreição Lopes, atual diretor-presidente do Instituto do Meio Ambiente de Alagoas (IMA), Marcela Ressurreição Lopes, arquiteta, e Guilherme Ressurreição Lopes, engenheiro civil.

## Carreira pública
Começou a carreira pública em 1995, quando foi escolhido para presidir a Companhia de Habitação Popular de Alagoas (COHAB/AL), atuando por três anos. Em 1999 ocupou o cargo de Superintendente Executivo da 5ª SR/AL da Companhia de Desenvolvimento dos Vales do São Francisco e do Parnaíba (CODEVASF). Atuou, no mesmo ano, como Diretor-Presidente da Sociedade de Cultura e Arte Popular de Penedo (SCAP).
De 2004 a 2006, atuou como Secretário de Estado do Meio Ambiente, Recursos Hídricos e Naturais do Estado de Alagoas (SEMARH), presidiu o Conselho Estadual de Meio Ambiente (CEPRAM) e o Conselho Estadual de Recursos Hídricos (CERH). Em 2005, foi eleito Deputado Estadual), assumindo uma cadeira na Assembleia Legislativa do Estado de Alagoas (ALE) e tornou-se membro titular do Conselho Nacional do Meio Ambiente (CONAMA).
Em 2006, integrou o Conselho Nacional de Recursos Hídricos (CNRH) e do Comitê da Bacia Hidrográfica do Rio São Francisco (CBHSF), posicionando-se contra a transposição e a favor da revitalização do rio. De 2007 a 2009, foi diretor-presidente do Departamento de Estradas de Rodagem do Estado de Alagoas (DER) e, em 19 de novembro de 2012, foi diplomado vice-prefeito de Penedo, junto com Marcio Beltrão (PDT), eleito prefeito no mesmo ano.

### Deputado estadual
Em um ano de mandato, liderou uma luta ao lado da sociedade civil organizada de Penedo para que a Petrobras, que estava construindo o gasoduto Pilar-Carmópolis, fizesse um Citygate (ponto de gás) no município, saindo vitorioso. Conseguiu agilizar a obra de alargamento da “ponte da cerquinha das laranjas”, conhecida como “ponte da morte”, pela quantidade de acidentes que aconteciam no local.

### Diretor-presidente do DER-AL
Enquanto diretor-presidente do Departamento de Estradas de Rodagem do Estado de Alagoas, iniciou a obra da duplicação da AL-101 Sul, entre Maceió e Barra de São Miguel, viabilizou recursos na ordem de R$ 16 milhões, com o Deputado Joaquim Beltrão, para a construção da estrada AL-105 entre Penedo e a Cooperativa Pindorama e para a construção da estrada entre a Pindorama e o Bolivar, passando pelos povoados de Pescoço e Palmeira Alta. Construiu a ponte do Manimbú, antiga reivindicação da população de Penedo e da Cooperativa Pindorama e viabilizou recursos junto a Agência Nacional de Aviação Civil (ANAC) para ampliação da pista e recuperação do Aeroporto Freitas Melro, em Penedo. Os recursos foram perdidos pela falta de cumprimento contratual da Prefeitura de Penedo.